# آن أندرسون
آن أندرسون (بالإنجليزية: Anne Anderson )‏ (و. 1874 – 1952 م) هي رسامة توضيحية من المملكة المتحدة، والمملكة المتحدة لبريطانيا العظمى وأيرلندا، ولدت في اسكتلندا، توفيت في باركشير، عن عمر يناهز 78 عاماً.